# Love O2O
Love O2O (chino: 微微一笑很倾城, inglés: One Smile is Very Alluring) es una serie de televisión china transmitida del 22 de agosto del 2016 hasta el 6 de septiembre del 2016 por medio de las cadenas JSTV y Dragon TV.
La serie está basada en la novela "One Smile is Very Alluring" de Gu Man.

## Sinopsis
Bei Wei Wei es la diosa del campus y una joven que destaca en sus estudios que aspira a convertirse en una diseñadora e ingeniera de juegos en línea. Cuando se conecta en el juego de roles en línea conocido como "Una Historia China De Fantasmas" lo hace bajo el alias "Luwei Wei Wei", en donde ningún jugador conoce su verdadera apariencia.
Cuando es abandonada por su marido virtual "Zhenxiu Wuxiang", a ella se le acerca el jugador número uno conocido como "Yixiao Naihe", quien le sugiere casarse en el juego para que puedan participar en la competencia de duelos por parejas dentro del juego. Desde el inicio la nueva pareja se lleva bien y comienzan una serie de aventuras juntos dentro del juego.
La verdadera identidad de Yixiao Naihe es la del atractivo estudiante del último año de la universidad, Xiao Nai, quien también es un excelente estudiante y uno de los mejores atletas de basquetball al que todas las chicas admiran. Cuando Wei Wei descubre su verdadera identidad, ya están enamorados el uno del otro y juntos deberán superar numerosos malentendidos y obstáculos que se intentarán interponer en su relación.

## Reparto

### Personajes principales
| Actor        | Personaje                                 | N.º de episodios | Notas |
| ------------ | ----------------------------------------- | ---------------- | --- |
| Yang Yang    | Xiao Nai/Lord Xiao Nai "Yixiao Naihe"     | 30               | Es un atractivo y popular estudiante de informática de 4.º año y miembro del equipo de baloncesto del campus de la Universidad Qing, es considerado como el maestro en el área de informática debido a que se encuentra en su último año y está formando su propia empresa de videojuegos "Zhi Yi Technology" junto a sus tres mejores amigos Yu Banshan, Yong Hou y Hao Mei. Xiao Nai parece tener una personalidad excéntrica y dura, pero en realidad, es una persona gentil, tranquila, amable y astuta; nunca ha tenido novia y nunca había estado interesado en una, hasta que conoce a Wei Wei, de quien se enamora. Dentro del juego "Dreaming of Jianghu" usa el alias "Yixiao Naihe", en donde es una figura famosa y es reconocido por ser el "mejor jugador". Decide acercarse al personaje de Wei Wei y le propone matrimonio. Finalmente se convierte en un exitoso y reconocido programador, y en el productor en jefe del juego "New Chinese Ghost Story". Después de obtener la aprobación de los padres de Wei Wei, la pareja se compromete y se casa. |
| Zheng Shuang | Bei Wei Wei "Red Wei Wei / Luwei Wei Wei" | 30               | Es una estudiante de la carrera de informática de 2do. año que posee una gran destreza y aspira con convertirse en una diseñadora de juegos. Wei Wei es una joven linda, brillante, servicial e inteligente y es considerada como una de las "bellezas" dentro del campus de la universidad Qing. Wei Wei involuntariamente atrapa la atención del joven estudiante Xiao Nai mientras juega en un cibercafé y pronto ambos se enamoran. Su pasatiempo favorito es jugar en línea como la guerrera "Luwei Wei Wei", en el popular juego "Dreaming of Jianghu", en donde es la única jugadora femenina dentro del ranking de los 10 mejores PK y en donde nadie conoce su verdadera apariencia. Finalmente Wei Wei y sus amigas se gradúan y luego de comprometerse con Xiao Nai, la pareja se casa. |

### Personajes secundarios

#### Estudiantes de la Universiadad Qing qing
| Actor         | Personaje                                 | N.º de episodios | Notas |
| ------------- | ----------------------------------------- | ---------------- | --- |
| Mao Xiaotong  | Zhao Erxi "Joyful Xi"                     | 30               | Es la mejor amiga y compañera de cuarto de Wei Wei. Erxi es una joven brillante y alegre que estudia informática en la universidad, sin embargo también puede ser una persona inconsciente, obstinada, infantil y ruidosa. Al inicio choca con Guang Cao, sin embargo poco después se enamora de él tanto dentro del juego "Dreaming of Jianghu" como en la vida real. Cuando descubre que Cao la confunde con Wei Wei en el juego se molesta con ella, sin embargo inmediatamente se da cuenta de su error y se disculpa. Erxi siente gran admiración por Lord Xiao Nai. |
| Qin Yu        | Xiao Ling                                 | 22               | Amiga de Wei Wei y Er Xi, así como compañera de cuarto. Xiao Lin es una joven con la mente abierta, sale con Da Zhong y admira a Lord Xiao Nai por su talento. |
| Songxin Jiayi | Tian Sisi                                 | 18               | Amiga de Wei Wei y Er Xi, así como compañera de cuarto. De las cuatro amigas Sisi es la más tímida, admira a Lord Xiao Nai por su talento. |
| Bai Yu        | Guang Cao "Wei Guang" "Dazzling Radiance" | 20               | Es un erudito en lenguas extranjeras, al inicio choca con Wei Wei, sin embargo poco después desarrolla una amistad y se enamora de ella, aunque Wei Wei no siente lo mismo. Al inicio cuando entra en el juego "Dreaming of Jianghu" para acercarse a Wei Wei, cree que está saliendo con ella, sin embargo luego descubre que en realidad es Zhao Er Xi con la que ha estado hablando. Poco a poco comienza a formar una amistad con Er Xi y a tener sentimientos por ella, cuando descubre las artimañas de Yiran y Nana en contra de Wei Wei y Er Xi, las confronta. Finalmente se gradúa y comienza a trabajar en el Ministerio de Relaciones Exteriores. |
| Ma Chunrui    | Meng Yi Ran                               | 16               | Es una joven inmadura e ingenua y es considerada una de las "bellezas" de la escuela junto a Wei Wei. Yiran fue elegida en el primer puesto en una votación de belleza en línea que comparaba a todas las mujeres de la escuela (Wei Wei no obtuvo el primer puesto debido a que su foto fue alterada, así que fue calificada como la bella del departamento de informática). Está enamorada de Xiao Nai pero el no, por lo que en varias ocasiones se deja influenciar por Nana para hacerle la vida imposible a Wei Wei. Por celos realiza varias acciones para dejar mal a Wei Wei y robarle a su novio, entre ellas hace que la secretaría Xiao Wang elimine las entrevistas de Wei Wei y sus amigas para convertirse en aprendices de "Zhen Yi Technology", la compañía de su tío. Sin embargo cuando se da cuenta de las artimañas de Nana en contra Wei Wei, le pide disculpas, antes de irse al extranjero para estudiar. |
| Zhou Chenjia  | Nana                                      | 15               | Es la compañera de cuarto de Yiran y miembro del departamento de periodismo, quien constantemente está animando a Yiran a perseguir a Xiao Nai a pesar de que él no está interesado en ella. Nana pasa la mayor cantidad de su tiempo con Yiran, ya que está enamorada de su primo, Shao Xiang. Tiene una personalidad negativa y odiosa, además de que siempre está inventando chismes para hacer quedar mal a los demás. |
| Zhang Chou    | Da Zhong                                  | 7                | Es el novio de Xiao Ling, amigo de Xiao Nai y uno de los miembros del equipo de baloncesto. |
| Chen Jie      | Aixiang Nai'er "Ai Chanel"                | 2                | Es amiga de Yiran, una famosa y desagradable bloguera en línea, cuya página es cerrada por Hao Mei, luego de que descubriera que ella era la responsable de esparcir los rumores falsos sobre Wei Wei. |

#### Gente de "Zhi Yi Technology"
| Actor         | Personaje                  | N.º de episodios | Notas |
| ------------- | -------------------------- | ---------------- | --- |
| Niu Junfeng   | Yu Banshan "Yugong Pashan" | 28               | Es uno de los mejores amigos de Xiao Nai, quien a menudo usa mal las expresiones y los modismos. Dentro del juego es conocido como "Yugong Pashan", luego de estar involucrado en un accidente automovilístico donde Xiao Nai arriesga su vida para salvarlo, Banshan promete siempre apoyarlo. |
| Cui Hang      | Qiu Yonghou "Monkey Wine"  | 28               | Es uno de los mejores amigos de Xiao Nai y dentro del juego es conocido como "Monkey Wine". Junto a Yu Bashan se divierten molestando a Hao Mei. |
| Zheng Yecheng | Hao Mei "Mo Zha Ta"        | 28               | Es uno de los mejores amigos de Xiao Nai, tiene la cara de un bebé y a menudo es llamado "Niñita". Es uno de los 3 mejores expertos en "Zhi Yi Technology" y dentro del juego es conocido como "Mo Zha Ta". Ha Mei defiende a Wei Wei de Aixiang Nai'er y cierra su página. Tiene un bromance con KO. |
| Vin Zhang     | KO "Blossom Arrow"         | 16               | Trabaja en un restaurante como cocinero y en la cafetería de la Universidad Qing. Es un chico callado y serio, así como uno de los principales y mejores hackers informáticos. Luego de perder una apuesta con Xiao Nai, decide trabajar por un año con él y pronto se convierte en uno de los 3 mejores expertos en "Zhi Yi Technology". KO protege a Hao Mei, a quien conoció previamente en el juego "Fantasy Planet" bajo el alias "Blossom Arrow", siempre le da de comer y le gusta estar cerca de él. |
| Hu Haobo      | Ah Shuang                  | 8                | Es un experto en programática contratado por Xiao Nai para trabajar junto a él y sus amigos en "Zhi Yi Technology". Ah Shuang es uno de los Top 3 de la compañía y le tiene fobia a las mujeres, sin embargo poco a poco empieza a aceptar a Wei Wei. Ah Shuang es amenazado por el CEO Zhen y el CEO Li de "Zhen Yi Technology" para traicionar al equipo de "Zhi Yi Technology", sin embargo, decide cambiar de parecer y le cuenta la verdad a Xiao Nai (después de que su amigo de la infancia desarrollara un juego en línea y su novia lo vendiera a Zhen Yi, su amigo molesto, había decidido lanzar el juego por lo que la empresa los amenazaba con demandarlos por revelar secretos comerciales), después de contarle todo, Ah Shuang decide renunciar. Un virus ataca la empresa, Xiao Nai intenta resolverlo pero falla, luego Bei Wei Wei lo arregla. |

#### Participantes de "Dreaming of Jianghu"
| Actor        | Personaje                                    | N.º de episodios | Notas |
| ------------ | -------------------------------------------- | ---------------- | --- |
| Zhang He     | Zhen Shao Xiang "Wu Xiang / Zhen Shui"       | 14               | Shao Xiang es un joven arrogante y el hijo del CEO Zhen, el dueño de la empresa de vieojuegos "Zhen Yi Technology". Shao Xiang es el primo mayor de Yiran, y juzga a los demás por su apariencia. Dentro del juego "Dreaming of Jianghu" es el ex-esposo virtual de Wei Wei conocido por el alias Zhen Shui Wuxiang. Al inicio cuando cree que Wei Wei es fea por no subir fotos suyas al foro del juego, decide romper con su personaje y casarse con el personaje "Xiaoyu Yaoyao", sin embargo pronto se arrepiente cuando conoce en persona a Wei Wei y se enamora de ella, por lo que termina con Yu Yao y decide conquistar a Wei Wei, aunque ella lo rechaza. Cuando descubre que Xiao Nai es el novio de Wei Wei, así como el jugador "Yixiao Naihe", le dan celos y decide unirse a su padre en su intento por derrotarlo y ganarle el contrato con "Feng Teng Technologies". Sin embargo, cuando descubre las artimañas de su padre y el CEO Li cambia de parecer y le pide disculpas a Wei Wei y a Xiao Nai y se marcha. |
| Liu Yinglun  | Yu Yao "Xiaoyu Yaoyao" "Enchantress Xiaoyu"  | 9                | Yu Yao, es una persona hipócrita, siempre está buscando llamar la atención y haciéndose la víctima. Como sus amigas tiene una personalidad desagradable y le gusta hablar mal de la gente a sus espaldas. Dentro del juego "Dreaming of Jianghu" aparece bajo el alias de "Xiaoyu Yaoyao", la líder del clan Xiao Yu, y es más conocida por su atractivo que por sus pobres habilidades y talentos. Sale con Zhen Shaoxiang, sin embargo cuando él descubre la verdadera identidad de Wei Wei decide romper con ella. |
| Lu Yunxuan   | Leishen Nini "Thunderess Ni Ni"              | 8                | Una de los miembros de la hermandad y amiga de Wei Wei, a quien le encanta chismosear. Nini lamenta no vivir en Beijing y poder salir con Wei Wei y Weixing. |
| Zhang Shou   | Zhan Tianxia "Guild Master Ultimate Fighter" | 5                | Dentro del juego es el actual líder del clan "Jade Seas Rising Tide" y el esposo virtual de Diemo Weixing. En ocasiones se deja influenciar por Xiaoyu Qingqing, quien constantemente le está coqueteando. En la vida real es el novio de Diemo Weixing, aunque terminan brevemente por culpa de Qingqing, poco después regresan. |
| Liu Yujin    | Diemo Weixing "Sleeping Butterfly"           | 4                | Dentro del juego es la ex-líder del clan "Jade Seas Rising Tide" y la esposa virtual de Zhan Tianxia. En la vida real Weixing es novia de Zhan Tianxia, aunque terminan brevemente por culpa de Qingqing, poco después regresan. Cuando conoce a Wei Wei, queda impresionada por su belleza, ambas se hacen amigas y en ocasiones Weixing le pide consejos. |
| Yang Xueying | Xiaoyu Qingqing                              | 10               | Es una de las seguidoras de Xiaoyu Yaoyao, tiene una personalidad desagradable y le gusta hablar mal de la gente a sus espaldas. Dentro del juego le gusta coquetear con los jugadores masculinos para obtener beneficios, especialmente con Zhan Tianxia, lo que ocasiona que Diemo Wixing y Zhan Tianxia rompan brevemente. Junto a Feifei y Mianmian siempre están confabulando contra Wei Wei tanto dentro como fuera del juego. |
| Song Yuqing  | Xiaoyu Feifei                                | 10               | Es una de las seguidoras de Xiaoyu Yaoyao. Junto a Qingqing y Mianmian siempre están confabulando contra Wei Wei tanto dentro como fuera del juego. Tiene una personalidad desagradable y le gusta hablar mal de la gente a sus espaldas. |
| Liu Qianyu   | Xiaoyu Mianmian                              | 10               | Es una de las seguidoras de Xiaoyu Yaoyao. Junto a Qingqing y Feifei siempre están confabulando contra Wei Wei tanto dentro como fuera del juego. Tiene una personalidad desagradable y le gusta hablar mal de la gente a sus espaldas. |
| Xiao Xiaobai | Youming Guilao                               | 1                | Dentro del juego es uno de los "jefes", le gusta capturar jugadores masculinos y convertirlos en sus esclavos. |

#### Otros
| Actor        | Personaje         | N.º de episodios | Notas |
| ------------ | ----------------- | ---------------- | --- |
| Cai Gang     | Mr. Xiao          | 7                | Es el padre de Xiao Nai y profesor de arqueología de la Universidad Qing. Aprueba la relación de su hijo con Wei Wei. |
| Gu Kaili     | Ms. Lin           | 7                | Es la madre de Xiao Nai y profesora de historia de la Universidad Qing. Aprueba la relación de su hijo con Wei Wei. |
| Fu Jun       | Mr. Bei           | 3                | Es el padre de Wei Wei, al inicio no está de acuerdo con que su hija se case tan pronto con Xiao Nai, sin embargo poco después cambia de parecer quedando encantado con su yerno y lo acepta. |
| Yang Manqin  | Chen Fang         | 3                | Es la madre de Wei Wei, desde el inicio aprueba la relación de su hija con Xiao Nai. |
| Bian Cheng   | Xiao Yang         | 4                | Es un niño en silla de ruedas que a parte de recibir tutorías de Wei Wei, también es su amigo, también en una ocasión, antes de que Wei Wei y Xiao Nai se conocieran en persona, le dice que quiere que ella esté con Xiao Nai, afirmando que ella está a su nivel. |
| Cheng Gong   | Presidente Zhen   | 7                | Es el CEO de la compañía "Zhen Yi Technology", padre de Shao Xiang y tío de Yiran. Es un hombre con pocos principios que usa lo que tenga a su alcance para tratar de robar la creación del juego de Xiao Nai. |
| Ling Haiming | CEO Li            | 10               | Es el Jefe del departamento de juegos en "Zhen Yi Technology" y encargado de las división de "Games R&D". Es un hombre de pocos principios y utiliza lo que sea necesario para robar la creación del juego de Xiao Nai y su equipo. Junto al Presidente Zhen intentan convencer sin éxito a Yu Banshan de unirse a ellos con dinero, más tarde intentan convencer a Ah Shuang de traicionarlos, amenazándolo con demandarlo y meter a la cárcel a su amigo, sin embargo, aunque al inicio Ah Shuang acepta, luego cambia de parecer y le pide disculpas a Xiao Nai. Finalmente se une al CEO Hen y contratan a alguien para desconfigurar los servidores de "Feng Teng Technologies" y así evitar que el equipo de "Zhi Yi Technology" presente su juego, sin embargo sus artimañas no resultan y ambos son descubiertos. |
| Denny Huang  | Feng Teng         | 4                | Es el CEO de la compañía "Feng Teng Technologies", después de conocer las propuestas de "Zhi Yi Technology" y "Zhen Yi Technology", decide trabajar con Xiao Nai y su equipo. |
| Liu Guhao    | CEO Wang          | 3                | Es uno de los miembros de la compañía "Feng Teng Technologies" y apoya la propuesta de Xiao Nai. |
| -            | CEO He            | 2                | Miembro de la compañía "Feng Teng Technologies" y gerente de producción del juego "A Chinese Host Story". Más tarde se une al CEO Li de "Zhen Yi Technology" para evitar que "Zhi Yi Technology" presente sus avances, sin embargo, su plan no resulta y ambos son descubiertos. |
| -            | Mr. Liu           | 1                | Uno de los CEO de "Feng Teng Technologies". |
| -            | Director Fang     | 1                | - |
| Yang Yucheng | Xiao Yang         | 1                | Tío de Xiao Nai y dueño del cibercafé donde Xiao Nai ve por primera vez a Wei Wei. |
| -            | Li Cheng          | 2                | Uno de los profesores del Departamento de Economía de la Universidad Qing. |
| -            | Da Li             | 3                | Compañero de Universidad y amigo de Cao Guang. |
| -            | -                 | 2                | Compañero de Universidad y amigo de Cao Guang. |
| -            | Mrs. Jiang        | 1                | Empleada del restaurante, Jiang no puede hablar y conoce a Xiao Nai desde que era joven. |
| -            | A Li              |                  | Empleado de "Zhi Yi Technology". |
| -            | Xiao Wang         | 1                | Secretaria del CEO Zhen en "Zhen Yi Technology". |
| -            | Xiao Li           | 1                | Secretaria del CEO Li en "Zhen Yi Technology". |
| -            | Bei Bei           | 3                | Empleada en "Zhen Yi Technology". |
| -            | -                 | 1                | Secretaria de la división de operaciones de "Feng Teng Technologies". |
| -            | "Blood Devil"     | 2                | Es uno de los jugadores dentro de "Dreaming of Jianghu". |
| -            | Han Yan           | 2                | Es uno de los jugadores dentro de "Dreaming of Jianghu". |
| -            | -                 | 1                | Jefe de la Aldea Pu en el juego "Dreaming of Jianghu". |
| -            | "God of Marriage" | 1                | Es el dios del matrimonio en el mundo de los animales en el juego "Dreaming of Jianghu". |

## Episodios
La serie estuvo conformada por 30 episodios, los cuales fueron emitidos de lunes a viernes a las 19:30pm.
En el episodio 19 se puede escuchar la canción "4 Walls" de f(x) durante la escena en donde se encuentra Wei Wei y Xiao Nai en el auto.

## Premios y nominaciones
| Año  | Categoría                           | Premio                                            | Nominado  | Resultado |
| ---- | ----------------------------------- | ------------------------------------------------- | --------- | --------- |
| 2017 | Popular Quality Actor               | 2nd China Quality Television Drama Ceremony Award | Yang Yang | Ganó      |
| 2017 | Innovative Themed Drama of the Year | 2nd China Quality Television Drama Ceremony Award | Love O2O  | Ganó      |

## Música
El Soundtrack de la serie estuvo conformada por 8 canciones.
| No. | Artista (as)                                          | Canción                                       |
| --- | ----------------------------------------------------- | --------------------------------------------- |
| 1   | Silence Wang                                          | "A Smile is Beautiful" (一笑傾城)             |
| 2   | Yang Yang                                             | "One Smile Is Very Alluring" (微微一笑很倾城) |
| 3   | Zhang Bichen                                          | "The Next Second" (下一秒)                    |
| 4   | Vin Zhang, Zhang He, Zheng Yecheng, Bai Yu y Cui Hang | "A Smile is Beautiful" (一笑倾城)             |
| 5   | Silence Wang, y By2                                   | "A Little Sweet" (有点甜)                     |
| 6   | Yico Zeng                                             | "A Possible Night" (有可能的夜晚)             |
| 7   | Teresa Tseng                                          | "Want to Meet Someone" (想遇见一个人)         |
| 8   | HITA y Xiao Qu Er                                     | "Dan Qing Ke" (丹青客) (Ghost Story 2)        |

## Producción
La serie también es conocida como "One Smile is Very Alluring" y "A Smile is Beautiful".
Fue dirigida por Lin Yufen y contó con los escritores Gu Man, Shen Feixuan, Wen Ting, Ou Yang, así como con "Good Story Workshop".
La música de inicio es "A Smile is Beautiful" de Silence Wang, mientras que la música de cierre es "One Smile Is Very Alluring" de Yang Yang.
Contó con el apoyo de la compañía de producción "Shanghai Croton Culture Media Co., Ltd.", quien también fungió como distribuidor.
En 2021 la serie fue sacada completamente de todas las plataformas de China, debido al escándalo de la actriz Zheng Shuang. Esto debido a las nuevas reglas del gobierno Chino en contra de los artistas con escándalos, las guerras de fanáticos tóxicos y los casos de desperdicio de alimentos relacionados con los reality shows.

### Popularidad
La serie obtuvo un éxito comercial en China y ocupó el primer lugar en las clasificaciones de televisión, también fue el tema número uno más buscado y discutido en línea.
Se convirtió en uno de los dramas modernos chinos más vistos, con más de 22 mil millones de visitas en línea en el canal Youku, recibiendo una calificación de 9.9 sobre 10. También obtuvo más de 100 millones de visitas en el canal "Croton Mega" de YouTube.
El drama fue elogiado por seguir fielmente los detalles de la novela, así como por su refrescante y única trama.

### Distribución
La serie fue distribuida en línea a través de los sitios web Youku channel, YouTube y DramaFever. Actualmente también se encuentra en Netflix y Viki.

### Emisión en otros países
Internacionalmente el drama ha sido bien recibido.
| País           | Título               | Cadenas                                               | Fecha de Inicio (Emisión) | Fecha de Finalización |
| -------------- | -------------------- | ----------------------------------------------------- | --- | --------------------- |
| China          | -                    | Jiangsu TV y Dragon TV Anhui TV Shenzen TV Jiangxi TV | 22 de agosto de 2016 (lunes a domingo a las 19:30-21:00) 24 de agosto de 2016 (09:00 a. m.) 29 de septiembre de 2016 (lunes a domingos a las 19:30) 28 de enero de 2017 | -                     |
| Estados Unidos | -                    | DramaFever                                            | 23 de agosto de 2016 (lunes a sábado) | -                     |
| Canadá         | -                    | DramaFever                                            | 23 de agosto de 2016 (lunes a sábado) | -                     |
| Latinoamérica  | -                    | DramaFever                                            | 23 de agosto de 2016 (lunes a sábado) | -                     |
| Corea del Sur  | -                    | iMBC                                                  | 19 de septiembre de 2017 | -                     |
| Hong Kong      | -                    | TVB J2                                                | 10 de enero de 2017 (lunes a viernes a las 19:00-20:00) | -                     |
| Japón          | Cinderella is Online | Home Drama                                            | 15 de marzo de 2017 (1:15) | -                     |
| Malasia        | -                    | Astro HD                                              | 25 de agosto de 2016 (lunes a viernes a las 18:00-19:00) | -                     |
| Tailandia      | -                    | Channel 3                                             | 3 de marzo de 2018 (sábados y domingos a las 16:30-18:00) | -                     |
| Taiwán         | -                    | CHOCO TV                                              | 1 de octubre de 2016 | -                     |
| Vietnam        | -                    | Zing TV                                               | - | -                     |